# Nicolas Lémery

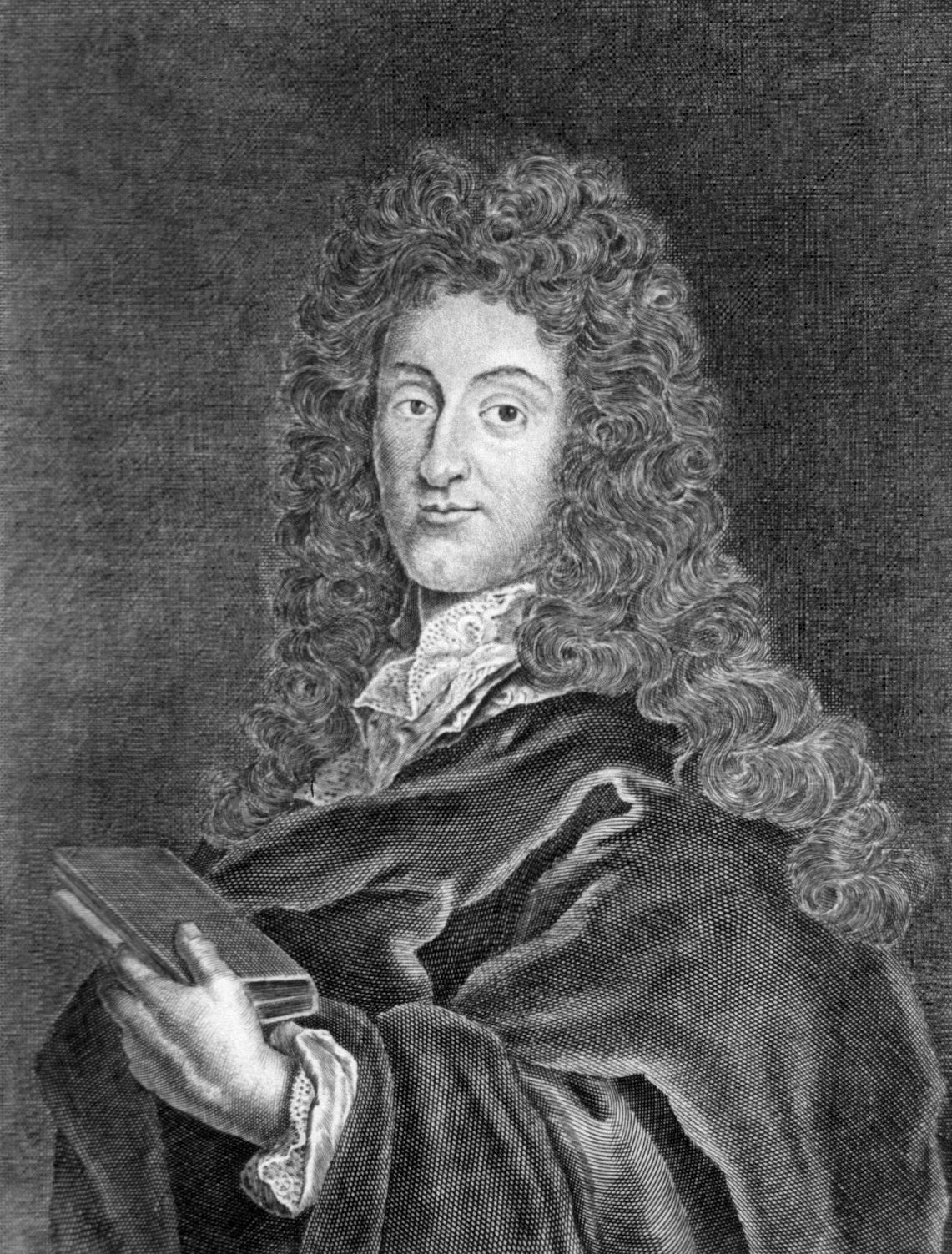
Nicolas Lémery.

Nicolas Lémery, född den 17 november 1645 i Rouen, död den 19 juni 1715 i Paris, var en fransk kemist. Han var far till Louis och Jacques Lémery.
Lémery höll från 1672 mycket besökta föreläsningar i Paris, där han bosatt sig som apotekare. Ursprungligen protestant såg han sig 1686 nödsakad att anta katolicismen för att undgå de förföljelser, som framkallades av Nantesiska ediktets upphävande. Lémerys Cours de chymie (1675) upplevde många upplagor och översattes till flera språk. Han var från 1699 medlem ("chimiste pensionnaire") i franska vetenskapsakademien.